# Linda J. Morgan
Linda Joan Morgan (* 19. Mai 1952 im Chester County, Pennsylvania; † 4. November 2015 in Bethesda, Maryland) war die letzte Leiterin der US-amerikanischen Regulierungsbehörde Interstate Commerce Commission und die erste Leiterin der Nachfolgebehörde Surface Transportation Board.

## Biografie
Linda Morgan wuchs in der Umgebung von Washington, D.C. auf. Von 1959 bis 1969 besuchte sie die Sidwell Friends School und erhielt die Zugangsberechtigung zur High School. Die Elitehochschule Vassar College besuchte sie anschließend bis 1973 und erhielt einen Artium Baccalaureus in Hispanistik. Anschließend studierte sie bis 1976 am Georgetown University Law Center und erhielt den juristischen Abschluss. Während dieser Zeit arbeitete sie als wissenschaftlicher Assistent und Tutor im Law Center.
Nach dem Ende des Studiums war sie bis zum Oktober 1978 Anwalt in der Kanzlei Welch & Morgan. Danach wechselte sie als Rechtsberaterin zum Beraterstab der Demokratischen Partei für das Komitee des Senates für Wirtschaft, Forschung und Transport. In dieser Funktion war sie bis zum Dezember 1986 tätig. Während dieser Zeit war sie unter anderem an der Ausarbeitung des Staggers Rail Act beteiligt, das zur Deregulierung der Eisenbahnen führte. Danach war sie leitende Beraterin dieses Senatskomitees. Im Jahr 1991 absolvierte sie ein Programm für Manager in der Regierung an der John F. Kennedy School of Government an der Harvard University. Am 28. April 1994 wurde sie als Nachfolgerin von Edward J. Philbin Mitglied des Leitungsgremiums der Kartellbehörde Interstate Commerce Commission. Vom 23. März 1995 bis zur Auflösung am 31. Dezember 1995 wurde sie von Bill Clinton zur letzten Leiterin dieser Behörde berufen. Am 1. Januar 1996 wurde sie dann die erste Leiterin der Nachfolgebehörde Surface Transportation Board (STB). 1999 wurde sie für eine zweite Amtszeit berufen. Dieses Amt hatte sie bis zum 26. November 2002 inne, bis Roger Nober ihre Nachfolge als Leiter antrat. Am 15. Mai 2003 schied sie vorzeitig aus dem dreiköpfigen Leitungsgremium des Surface Transportation Bords aus. In der Zeit ihrer Tätigkeit fallen die Genehmigungen der letzten großen Fusionen im nordamerikanischen Eisenbahnsektor. Auf sie geht auch der Erlass eines 15-monatigen Moratoriums für Fusionen von Bahngesellschaften im Jahr 2000 zurück. Ihr Nachfolger im STB wurde W. Douglas Buttrey.
Danach arbeitete sie wieder als Rechtsanwältin bei Covington & Burling LLP. 2011 wechselte sie zur auf Verkehrsrecht spezialisierten Anwaltskanzlei Nossaman LLP. Ab 2006 war sie Mitglied des Aufsichtsrates der Canadian Pacific Railway.
Sie starb an den Folgen einer 2011 erkannten Brustkrebs-Erkrankung. Sie war verheiratet mit Michael E. Karam und hatte eine 1985 geborene Tochter.

## Auszeichnungen
Die Washington Post bezeichnete sie im Januar 1998 als eine von fünf „People to Watch“ (Personen, die man beachten sollte) für das Jahr 1997. Im Dezember 1998 erhielt sie die Auszeichnung „Woman of the Year“ des Women’s Transportation Seminars. Im April 1999 wurde sie „Alumna of the Year“ des Georgetown University Law Centers. Sie galt als eine der besten Anwältinnen im Eisenbahnrecht der Vereinigten Staaten und wurde unter anderem von Chambers USA in ihrer jährlichen Rankingliste geführt.